# Demarai Gray
Demarai Ramelle Gray, född 28 juni 1996, är en engelsk-jamaicansk fotbollsspelare som spelar för Al-Ettifaq. Han har representerat Englands ungdomslandslag vid flera tillfällen.

## Karriär
Gray debuterade i Championship för Birmingham City mot Millwall den 1 oktober 2013. Han byttes in i den 91:a minuten mot Jesse Lingard i en match som slutade med en 4–0-vinst för Birmingham. Den 13 december 2014 gjorde han sitt första hattrick i en 6–1-vinst över Reading. Gray gjorde ett inhopp mot storlaget Manchester United den 24 september 2016 och efter 15 minuter hade han gjort sitt första mål i Premier League med en kanon i högra krysset.
Den 31 januari 2021 värvades Gray av tyska Bayer Leverkusen, där han skrev på ett 1,5-årskontrakt.